# Exploraciones petroleras sobre mares de las islas Malvinas
Las exploraciones petroleras sobre mares de las islas Malvinas, son las exploraciones que el gobierno de las Islas Malvinas está llevando a cabo en aguas de dichas islas desde el año 2010. Todo comenzó cuando en aguas del Atlántico Sur, a 100 kilómetros al norte de las islas Malvinas compañías petroleras comenzaron a perforar el subsuelo para extraer petróleo y gas.

## Antecedentes
Tanto el Reino Unido como Argentina se han comprometido desde el fin del conflicto armado conocido como la Guerra de las Malvinas, a resolver sus diferencias por medios pacíficos, pero las tensiones bilaterales aumentaron a medida que las compañías petroleras incrementaron su búsqueda de lucrativas reservas de gas natural y petróleo bajo la plataforma marina alrededor de las islas.
Las relaciones diplomáticas bilaterales se restablecieron por completo en 1990 y ambos lados desde entonces se han limitado a expresar posiciones divergentes sobre el tema, pero el resentimiento persiste y la posibilidad de que Argentina se pierda las riquezas minerales submarinas lo ha intensificado

## Avistamiento de petróleo, perforaciones y protesta argentina
En el año 2010 la empresa Desire Petroleum anunció que perforará por lo menos cuatro pozos en el fondo oceánico al norte del archipiélago de Malvinas. Las perforaciones se harán desde la plataforma petrolera Ocean Guardian contratada a la empresa Diamond Offshore Drilling del Reino Unido, poseedora de algunas de las mayores unidades de perforación mar adentro del mundo (Newsletter Inversor Energetico y Minero del 15 de enero de 2010). La Ocean Guardian —que estaba operando en el Mar del Norte— llegó a la zona el 20 de febrero de 2010.
Según estimaciones de geólogos británicos podrían llegar a extraerse más de 60.000 millones de barriles de crudo, lo que equivaldría a unos 4.758 mil millones de dólares de febrero de 2010. Un informe preliminar de fines de marzo de 2010 indica que el crudo descubierto hasta el momento en las perforaciones de prueba no era de interés comercial.
A comienzos de abril Desire decidió tapar y abandonar el pozo perforado por considerar que los volúmenes de hidrocarburos encontrados no justificaban su explotación.
Rockhopper Exploration, usando la misma plataforma que Desire (Ocean Guardian), inició la exploración a una profundidad de referencia de alrededor de 2.700 metros, en la cuenca Norte del archipiélago. La empresa indicó que espera que el programa de perforación pueda completarse en 34 días. El 6 de abril de 2010 la empresa informó su primer descubrimiento de petróleo en el pozo 14/10-2, en el bloque de exploración Sea Lion, calificándolo como de alta calidad. Algunos analistas estimaron que podría haber unos 2 millones de barriles en el yacimiento, pero otros dudaban todavía.
En julio de 2010 la empresa anunció que el petróleo hallado y analizado en el pozo 14/10-2 del área Sea Lion es de calidad media, mejor que lo anticipado en viscosidad y proporción de gas y de sulfuros, lo que refuerza la posibilidad de que pueda ser explotado comercialmente. En abril de 2011 Rockhopper Exploration estimó que puede extraer por lo menos 155 millones de barriles de petróleo de la cuenca Sea Lion, triplicando las estimaciones iniciales de 50 millones de barriles.
Una tercera empresa, Falkland Oil and Gas Limited, informó en julio de 2010 el fracaso del primer pozo (Toroa) que perforó en su área de concesión. Anunció, sin embargo, que seguirán buscando petróleo cuando consigan una nueva plataforma de aguas profundas en reemplazo de la Ocean Guardian.
El altercado diplomático se generó cuando la plataforma petrolera británica denominada Ocean Guardian comenzó sus perforaciones en busca de petróleo frente a las Malvinas, en un marco de tensiones crecientes con Argentina, quien reclama por su parte la soberanía de las islas como suyas en contraposición del Reino Unido que considera de su propiedad dichas islas. Ocean Guardian pertenece a la empresa Diamond Drilling y fue contratada por Desire Petroleum, la encargada de llevar a cabo las exploraciones, sin embargo el portavoz de la empresa Rockhopper señaló también que a su compañía no le preocupa el decreto argentino que obliga a todos los barcos que naveguen entre el continente y las Malvinas a pedir permiso a Buenos Aires, ni las gestiones que emprenderá la cancillería ante la ONU. La plataforma Ocean Guardian fue remolcada a 100 km al norte del archipiélago.
En marzo de 2011 el Congreso de la Nación Argentina sancionó la Ley Nacional N° 26659 que prohíbe hacer actividades petroleras en la plataforma continental argentina sin autorización, que incluye a las Islas Malvinas. Entre las sanciones contempladas se incluye la pérdida de las concesiones petroleras en territorio nacional, aunque la empresa que opere ilegalmente en Malvina sea sólo accionista de la empresa concesionaria.
Además de esta empresa, otras empresas petroleras como Rockhopper Exploration, Border & Southern Petroleum y BHP Billiton firmaron un contrato para continuar las exploraciones.

### Rockhopper
La petrolera británica Rockhopper revisó el lunes 15 de agosto de 2011 al alza el tamaño del yacimiento de hidrocarburos del bloque Sea Lion descubierto el año pasado en la Cuenca Norte de las Islas Malvinas.
La compañía estimó en un comunicado que el yacimiento contiene entre 608 y 1280 millones de barriles de petróleo crudo, y que el promedio ronda los 1000 millones. En abril, la misma empresa había valorado los recursos de Sea Lion en unos 568 millones de barriles.
De este total, Rockhopper estima que podría extraer entre 325 y 434 millones de barriles con tecnologías corrientes.
La noticia fue acogida con satisfacción en la bolsa de Londres, donde la acción de la compañía subía cerca del 9%, en un mercado que subía un 1,01%.
Rockhopper forma parte, con Desire Petroleum y Falkland Oil & Gas, de un trío de pequeñas empresas británicas que iniciaron en febrero de 2010 una campaña de prospección petrolera en aguas de las Malvinas, lo que relanzó las tensiones entre Argentina y el Reino Unido.
Hasta ahora, sin embargo, sólo Rockhopper descubrió un yacimiento de hidrocarburos potencialmente explotable. Este multiplicó por seis la cotización en bolsa de la compañía en 2010.
Rockhopper dijo que no planea probar el flujo de crudo del pozo, el tercero perforado en el hallazgo Sea Lion que se descubrió en el 2010, ubicado a 4 kilómetros al oeste del hallazgo original.
El 13 de septiembre de 2011 la petrolera informó el miércoles (13/9) que invertirá US$2.000 millones y que espera bombear 120.000 barriles de diarios en 2018.
Por el otro, la viabilidad del hallazgo estaría en vías de confirmarse ya que Rockhopper presentó en el mercado su plan de explotación. En él indica que, de acuerdo a sus estimaciones, el bombeo de crudo comenzaría en 2016 y augura que la producción subirá alrededor de 120 000 barriles de crudo por día para 2018.
Para ello, informó la compañía, invertirá US$2000 millones. La firma espera completar sus estudios de ingeniería en el primer cuatrimestre de 2012 para luego comenzar de inmediato con lo que se conoce como la Ingeniería de Diseño, informa un comunicado.
Este último debería estar completo y aprobado por el gobierno de las Islas en el primer cuatrimestre de 2013, agrega.
Rockhopper asegura que sus reservas -que estima en alrededor de 350 millones de barriles de crudo recuperables- eran lo suficientemente grandes como para emprender este tipo de iniciativas, después de pasar los últimos meses perforando una serie de pozos de evaluación para establecer el tamaño del yacimiento.
El 14 de septiembre la petrolera británica Rockhopper anunció otro descubrimiento de petróleo en un pozo de evaluación de un yacimiento de hidrocarburos en la cuenca norte del archipiélago de las Malvinas, cuya soberanía se disputan Argentina y el Reino Unido.
En este pozo de 2.696 metros de profundidad se detectó «un depósito de gran calidad que se sitúa en la horquilla alta de las expectativas», afirmó Rockhopper en un comunicado.
Se trata de la quinta prueba positiva realizada consecutivamente por la compañía en el bloque conocido como Sea Lion.
La campaña de exploración continuará en el mismo sector para evaluar con más precisión el potencial de Sea Lion antes de una eventual explotación del yacimiento, que parece cada vez más probable.
Pero esta explotación requeriría una importante inversión y podría atizar todavía más las tensiones entre los Argentina y el Reino Unido. Rockhopper no precisó cuándo tomará una decisión al respecto.
La petrolera británica revisó al alza en agosto el tamaño estimado del yacimiento de Sea Lion descubierto en 2010 hasta un promedio de unos 1.000 millones de barriles de petróleo crudo.
Rockhopper forma parte, con Desire Petroleum y Falkland Oil & Gas, de un trío de empresas británicas que iniciaron en febrero de 2010 una campaña de prospección petrolera en aguas de las Malvinas, pero es hasta ahora la única que descubrió una yacimiento potencialmente explotable.

El 19 de septiembre Funcionarios del gobierno británico se reunirán en los próximos días con los accionistas de la exploradora Rockhopper para conversar sobre las planes a desarrollar en las Islas Malvinas, donde la compañía planea invertir 2000 millones de dólares en un proyecto de petróleo.
Entre los diez principales accionistas de Rockhopper, figuran Fidelity Worldwide, Royal London Asset Management y Legal & General Investment Management.
Funcionarios del gobierno británico se reunirán en los próximos días con los accionistas de la exploradora Rockhopper para conversar sobre las planes a desarrollar en las Islas Malvinas, donde la compañía planea invertir 2000 millones de dólares en un proyecto de petróleo.

### Llegada de la Plataforma Leiv Eiriksson
Falkland Oil and Gas (FOGL) anunció que ha recaudado £ 48,5 por metros (74.3m de dólares) a través de una colocación de nuevas acciones ordinarias para financiar la perforación de pozos de exploración en las Islas Malvinas, mientras continúa las discusiones activas con socios potenciales para una granja-out.
A fines de enero de 2012 llegó la plataforma Leiv Eriksson con bandera perteneciente a las Bahamas al archipiélago y perforará dos pozos al sur y al sudeste del archipiélago, muy cerca del límite de la plataforma continental argentina nada más que a 200 millas de la plataforma continental argentina. Esta plataforma es contratada por Borders & Southern Plc y Falkland Oil and Gas Ltd (FOGL).
FOGL tendrá acceso a la plataforma para las terceras y cuartas ranuras en las fronteras sur y sureste cerca de la plataforma continental de la República Argentina. FOGL es un programa que pertenece al combinado Plc en las labores de perforación.
FOGL espera comenzar la perforación porparte de la Loligo (en el área de la licencia del Norte) a principios de mayo de 2012.

### Invitación a empresas argentinas para exploraciones conjuntas y controversia por cooperación Argentina con el Reino Unido

#### Cooperación Argentina con el Reino Unido
2011
En 2011 la Argentina llegó a un acuerdo para cooperar en la investigación de petróleo dentro de la Cuenca de Malvinas junto con el gobierno del Reino Unido. Este último envió al buque perforador Stena Drillmax, que al mismo tiempo la empresa hispano-argentina Repsol-YPF utilizó para la exploración petrolera en la cuenca de Malvinas, en zona sin conflicto con el Reino Unido y con ello llegaron al acuerdo de la perforación de un pozo petrolero en la Cuenca de Malvinas que derivó en la promulgación de la Ley Gaucho Rivero.
Por ello el El exdiputado nacional y miembro del llamado Grupo Ulises, Mario Cafiero destacó que se contrató esa nave pese a que el Gobierno dice que extremó los controles marítimos para los buques que estén participando de la exploración hidrocarburífera en las aguas en conflicto de soberanía.
El Stena Drillmax, es de la compañía Stena Drilling Ltd, con sede en Aberdeen, Escocia. Junto a esta nave, indica la denuncia, se encuentra el buque de carga Normand Baltic, está “operado por la empresa noruega Rov & Dikker”, y que según la denuncia, aparece en algunos registros como de bandera británica.
Los dos remolcadores fueron apostados en el muelle de la Base Naval de Mar del Plata para descongestionar la zona comercial del puerto.
Pero el Stena Drillmax ni el Normand Baltic son los únicos, desde el 4 de junio de 2012, el buque tanque británico Stena Polaris se encuentra dentro de la jurisdicción de Tierra del Fuego esperando que mejoren las condiciones climáticas para fondear en la Bahía de San Sebastián. El arribo del carguero cuenta con autorización según informaron desde la Prefectura Naval Argentina. Opera con bandera de Bermura y según el Centro de Veteranos de Guerra de Malvinas viola la Ley 852, “Gaucho Rivero”. El Gobierno fueguino de la gobernadora Fabiana Ríos conoce de la situación pero aún no se manifestó al respecto.

#### Petición británica a Argentina para exploraciones conjuntas
2012
La Asamblea Legislativo de las islas Malvinas analiza la posibilidad de aceptar la participación de empresas argentinas en las exploraciones de hidrocarburos. Por su parte, Gran Bretaña calificó de "ilegal" la "intimidación" del gobierno de Cristina Kirchner a las petroleras que trabajan en el Atlántico Sur.
El miembro de la asamblea legislativa Mike Summers propondrá a las empresas argentinas participar en la explotación de petróleo en las Islas Malvinas. Summers expresó en invitar a la Argentina a explorar conjuntamente las áreas petroleras que circundan Malvinas aunque aclaró que no se sentaran a dialogar hasta que la argentina reconozca a las Malvinas como una nación soberana.
La novedad llega poco después de que el canciller Héctor Timerman anunciara que se intimará, y eventualmente se iniciarían acciones legales dentro y fuera del país, a empresas ligadas a la ilícita exploración de hidrocarburos en el Atlántico Sur.
El periódico recuerda que en 1995, la Argentina firmó un acuerdo de cooperación petrolera con Gran Bretaña, pero que nunca se cumplió. El convenio preveía que la Argentina recibiera un 3% de regalías fiscales de la explotación en las islas, pero ni empresas nacionales participaron ni el país cobró ese porcentaje.
En la actualidad, hay cinco empresas con licencia otorgada por los kelpers, las cuales trabajan en Malvinas: Argos, Rockhopper, Desire, Borders & Southern y Falkland Oil & Gas.
Una portavoz del gobierno isleño explicó que "estos últimos intentos de perjudicar los medios de subsistencia de la población de las islas Falklands (como llaman los británicos a las Malvinas) reflejan desafortunadamente una forma de comportamiento del gobierno argentino" y puntualizó que Londres estudiará cuidadosamente las últimas medidas de Argentina.
"El gobierno británico apoya el derecho de las islas Falklands a desarrollar sus propios recursos naturales para su propio beneficio económico. Este derecho es una parte integral de su derecho a la autodeterminación", subrayó.
La portavoz también indicó que la legislación argentina no se aplica en las Malvinas, Georgia del Sur y las islas Sandwich del Sur (todas reclamadas por Argentina) y añadió que el gobierno de las islas tiene el derecho a desarrollar las industrias pesquera y de hidrocarburos en sus aguas sin la interferencia del país suramericano.

## Estados Unidos se suma a la exploración petrolera en Malvinas
La petrolera Noble Energy se convertirá en la primera estadounidense en realizar exploración petrolera en el mar territorial de las Islas Malvinas. La firma compró un 35% de las licencias que Falkland Oil & Gas Ltd (FOGL) , declarada "clandestina" por el Gobierno argentino, posee en dicho territorio.
De este modo, Noble explorará junto a FOGL unos 40.000 kilómetros cuadrados de mar en las cuencas sur y norte de las Islas (en esta última la estadounidense llevará adelante las operaciones) y prevé una inversión entre U$S 180 y U$S 230 millones durante los próximos tres años.

## Denuncia Argentina
El 22 de marzo de 2012 el gobierno Argentino presentó notas ante la bolsa de Nueva York, el Tesoro Británico, la organización Internacional de Comisiones de Valores y la bolsa de Londres en las que advirtió que compañías con intereses en ambos entes bursátiles realizan "tareas de exploración ilegal" de hidrocarburos en las Islas Malvinas.
En un comunicado, el Ministerio de Relaciones Exteriores informó que se pidió a ambas bolsas que "exijan" a las empresas involucradas "que informen respecto de tales actividades ilícitas, así como cuantifiquen los riesgos derivados de estas. De tal manera, estarán en condiciones de evaluar si corresponde continuar cotizando sus títulos".
La medida obedece a la política anunciada por el canciller argentino Héctor Timerman y está dirigida contra las compañías Argos Resources Limited; Borders & Southern Petroleum PLC; Desire Petroleum PLC; Falkland Oil and Gas Limited y Rockhopper Exploration PLC, a las que el gobierno acusó de "estar ilegítimamente realizando tareas de exploración de hidrocarburos en la plataforma continental argentina, exponiéndose a sanciones administrativas, civiles y penales".
Las misivas, además, incluyeron un listado de empresas vinculadas directa o indirectamente a las compañías petroleras mencionadas, y otro con las empresas "que han manifestado interés en invertir en ellas".
La medida se suma a la denuncia de febrero pasado presentada ante la ONU contra Londres por la "militarización" del Atlántico Sur.
El 4 de junio de 2012 Timerman volvió a denunciar a dichas petroleras, en los considerandos de la medida se indica que las empresas mencionadas "no cuentan con una autorización, concesión o permiso otorgado por las autoridades competentes del gobierno argentino". Asimismo, se señala que las actividades de esas compañías "resultan ilegítimas y clandestinas por estar realizándose en una zona que se encuentra bajo la soberanía de la República Argentina y al margen de lo que disponen sus leyes y reglamentos específicos".
En tanto, se indica que "todo lo obrado ha sido en el marco del firme propósito de poner en marcha todas las acciones legales, judiciales o administrativas en defensa de los legítimos derechos de la República Argentina".
Se informa además que a las mencionadas empresas se les otorgó un plazo de 10 días para que realicen el descargo pertinente, "garantizando el ejercicio de su legítimo derecho de defensa", lapso que transcurrió "sin haber obtenido respuesta alguna" de las mismas.
Por entonces, el Gobierno británico respondió que la exploración de hidrocarburos "es un emprendimiento comercial legítimo".

## Crisis petrolera
El 17 de julio de 2012 las acciones de la compañía británica Borders & Southern se desplomaron un 70 por ciento luego de que la empresa anunciara que abandonaba su principal proyecto de exploración en la zona de las Islas Malvinas, esto se debe a que la empresa había anunciado que en un yacimiento en la zona sur de las Malvinas había encontrado gas de buena calidad, pero no en cantidades aptas para la comercialización.En ese contexto, las otras cuatro empresas que exploran petróleo en la zona de Malvinas -Desire Petroleum, Argos Resources, Falkland Oil and Gas y Rockhopper- experimentaron bajas en sus cotizaciones en Londres.
El diario The Guardian destacó que Rockhopper, siendo la única empresa que de hecho halló niveles comerciales de gas y petróleo en el yacimiento llamado "Sea Lion" al norte de las Mavinas también sufrió una mala noticia luego de que el banco Credit Suisse le rebajó su nota crediticia.

## Inicio de perforaciones en 2015
Una plataforma de exploración petrolífera semi-sumergible fue contratada por dos de las petroleras, Premier Oil y Noble Energy, operando en aguas en disputa de las islas las cuales tienen programado una serie de perforaciones para el segundo trimestre del 2015. Premier Oil había anunciado a fines de mayo de 2014 que un contrato de arrendamiento y para compartir el programa de perforaciones en aguas de las islas estaba «muy cerca» de alcanzarse. Se prevén cuatro perforaciones de esta empresa. En cuanto a la estadounidense Noble Energy, en febrero de 2014 anunció la conclusión de un programa de relevamiento sísmico en sus áreas y según Falkland Oil and Gas Limited, las perforaciones comenzarían a principios del 2015.